# Wiepenkathen
Wiepenkathen  is een dorp in de gemeente Stade in het gelijknamige Landkreis in de deelstaat Nedersaksen. Het dorp werd  in 1972 bij Stade gevoegd.  Wiepenkathen wordt voor het eerst vermeld in een oorkonde uit 1204. Bij het dorp hoort ook het gehucht Perlberg.